# Hyporhagus jamaicanus
Hyporhagus jamaicanus es una especie de coleóptero de la familia Monommatidae.

## Distribución geográfica
Habita en Jamaica.